# アイドルオンステージ
『アイドルオンステージ』（Idol on Stage）は、1993年10月10日から1997年3月30日までNHK BS2で放送された音楽バラエティ番組である。

## 概要
順調に契約者数を増やしてきた衛星契約が、バブル経済崩壊後の景気低迷もあり伸び悩むことが不安視されていた。その中で衛星普及戦略の目玉の一つとして、小中学生をターゲットとした新番組である
。
中居正広（当時SMAP）・TOKIO（デビュー前）・KinKi Kids（デビュー前）・CoCo・大村真有美をレギュラー陣に、男女問わずさまざまなアイドルが出演した若者向けの音楽バラエティ番組としてスタート。これまであくまでジャニーズのメイングループの裏方的な存在だったジャニーズJr.のメンバーを、初めて定期的にメインで出演させ始めた番組でもある。
本番組終了後、BS2日曜夕方の音楽番組は『ミュージック・ジャンプ』を経て、『ザ少年倶楽部』へと続いていく。
本番組はハイビジョン制作もされており、開始時期は不明だが、少なくとも1995年から番組終了までBSハイビジョン実用化試験放送にてハイビジョン放送されていた。
番組コンセプト
番組の制作発表の場にてプロデューサーより「“歌えるアイドルがこんなにもいる”ということを伝えたい。いずれは公開録画も目指す」と伝えられた。実際に第1期途中からNHKホールでの収録もスタートしている。
放送開始初年の1993年は、1970年代から1980年代に隆盛を極めた民放の音楽番組はすでに軒並み終了を迎えており、いわゆるアイドル歌手の活躍の場が限られていた時代であった（「アイドル」ページ「アイドル冬の時代」参照）。

## 出演者

### レギュラー出演者
| シーズン | 期間                           | ナビゲーター                      | レギュラー出演者                                                                       |
| -------- | ------------------------------ | --------------------------------- | -------------------------------------------------------------------------------------- |
| 1        | 1993年10月10日 - 1995年9月10日 | 中居正広                          | TOKIO・KinKi Kids、CoCo（1994年9月25日まで）、大村真有美                               |
| 2        | 1995年9月17日 - 1996年3月3日   | 内海光司                          | KinKi Kids、大村真有美                                                                 |
| 3        | 1996年4月7日 - 1997年3月30日   | 神田うの（前半） 内海光司（後半） | KinKi Kids、忍者、V6、ジャニーズJr.、T.P.D.（東京パフォーマンスドール）、B'dash、KANNA |

その他レギュラー
- ジャニーズSr.
- アイドルメイツ

## 各期概要

### 第1期
当時、唯一歌をメインにしたアイドル番組だった。番組は、基本的にバンドによる生演奏。この番組で初めて生バンドで歌ったアイドルも多数いた。
1994年春から、NHKホールでの公開録画が開始。
アイドルメドレー
初期は、レギュラー陣のみによる「アイドルメドレー」が毎回披露された。「なんてったってアイドル」を軸に、過去のアイドルソングを各ユニットがメドレー方式で歌った。この企画のおかげで、生バンド演奏による持ち歌以外の曲を聴くことができるのが、番組の目玉の一つであった。
CoCo解散後の1994年10月からは男性歌手は参加せず、出演している女性アイドルがメインの「アイドルメドレー」に変更。
若手アイドルの出演だけではなく、少年隊・光GENJI（1995年解散）・SMAP・Winkといったキャリアの長いアイドルや、河合奈保子・工藤夕貴・本田美奈子などの元アイドルが出演してオリジナルメドレーを披露することもあった。
備考
- レギュラーだったCoCoは、番組内で解散スペシャルの回が設けられた。CoCoと同じステージに並び、中居が珍しく番組内でソロ曲を披露すると、出演者たちが涙する場面があった。
また、1993年12月の放送では前年にグループを卒業した瀬能あづさがゲスト出演して5人での歌唱もあった（卒業後、テレビでは唯一歌での共演）。
- Qlairは番組内で活動休止を告知。
- ribbonは、グループとして最後に歌を披露した番組が「アイドルオンステージ」となる。

### 第2期
番組の構成が、前半30分の「ガールズSIDE」と後半30分の「ジャニーズSIDE」になる。前半・後半ともに司会は内海。
女性アイドルによる「アイドルメドレー」は継続。この時期になると、1人（1組）が数分間のメドレーを披露した。公開録画が少なくなり始めた。
TOKIOがレギュラー出演からは卒業。定期的に出演していたSMAP・Winkの出演が無くなった。

### 第3期
第3期は、前半と後半の収録は完全に別に行われた。
番組専属の生バンド演奏、バックダンサーのアイドルメイツ、女性アイドルによる「アイドルメドレー」が廃止された。
この時期から、出演する女性アイドルがタレント活動に重点をおいている者だったり、CDをリリースしていない者であったりと、いわゆる王道の「アイドル歌手」の出演が急激に減っていった。
番組スタート時からのレギュラー大村が卒業。ここでのT.P.D.は、篠原涼子らフロントメンバーが一斉に卒業した後の、ライヴ活動をメインに行っていたメンバーのみのユニットである。
末期は、「リクエスト特集」などの総集編を数回行い最終回を迎えた。
前半「ガールズSIDE」
神田は、アイドル自体に興味を示さないまま番組が進められた。
後半「ジャニーズSIDE」
V6がレギュラー出演しジャニーズJr.も本格的に番組でフィーチャーされ、番組当初の形は無くなっていたがユニットの人気と共に盛り上がりを見せていた。

## 主なコーナー
第1期 - 第2期
- アイドルメドレー
レギュラー出演者（後に女性アイドルゲストのみ）が昔のアイドルヒット曲を歌う。振付は西条満。
- アイドルパンチ
番組冒頭のコーナー。視聴者からのお題に対してKinKi Kidsが解答する。判定は中居・内海。一度、KinKi Kidsの代わりに森田剛・三宅健が務めた回があった。

第1期
- マンスリーゲスト、今月の歌
1か月を通して同一のゲストが歌を披露する企画。香取慎吾・Wink・佐藤アツヒロ・木村拓哉・酒井法子・森且行・Melody。
- CoCoだけの話
解散の1994年9月末まで。CoCoのメンバーがいろんなことを語り合う。視聴者からの質問回答や中居、その他ゲストを交えた回もある。
- Kinkiの話題
KinKi Kids（当時はKinki Kids）のフリートークコーナー。相手役は中居。

第2期
- アイドル探偵団
女性アイドルの1人が、共演している他のアイドルから質問攻めに遭うコーナー。司会は内海。

ほか

## スタッフ
- 構成：内藤尚
- テーマ音楽：藤野浩一
- 振付：西条満、菊地ヒロユキ（前期）、SANCHE、TONY-TEE PROJECT（後期）
- プロデューサー：筒井健
- 演出：疋田拓、福家菊雄、平野昌一
- 制作統括：池田明彦
- 制作協力：NHKエンタープライズ、BRAIN BOX